# Kabupaten de Kampar
Kampar est un kabupaten (département) de la province de Riau sur l'île de Sumatra, en Indonésie. Sa superficie est de 10 983,47 km2 et sa population de 686 204 habitants au recensement de 2010. La dernière estimation officielle de janvier 2014 est de 790 132.
Le kabupaten est divisé en 20 kecamatan (district). Son chef-lieu est Bangkinang.
Kampar est bordé par:
| Titre | Territoire                                   |
| ----- | -------------------------------------------- |
| Nord  | Kabupaten de Bengkalis, Siak et Rokan Hulu   |
| Sud   | Kabupaten de Kuantan Singingi                |
| Ouest | Province de Sumatra occidental               |
| Est   | Kabupaten de Pelalawan et ville de Pekanbaru |

## Géographie

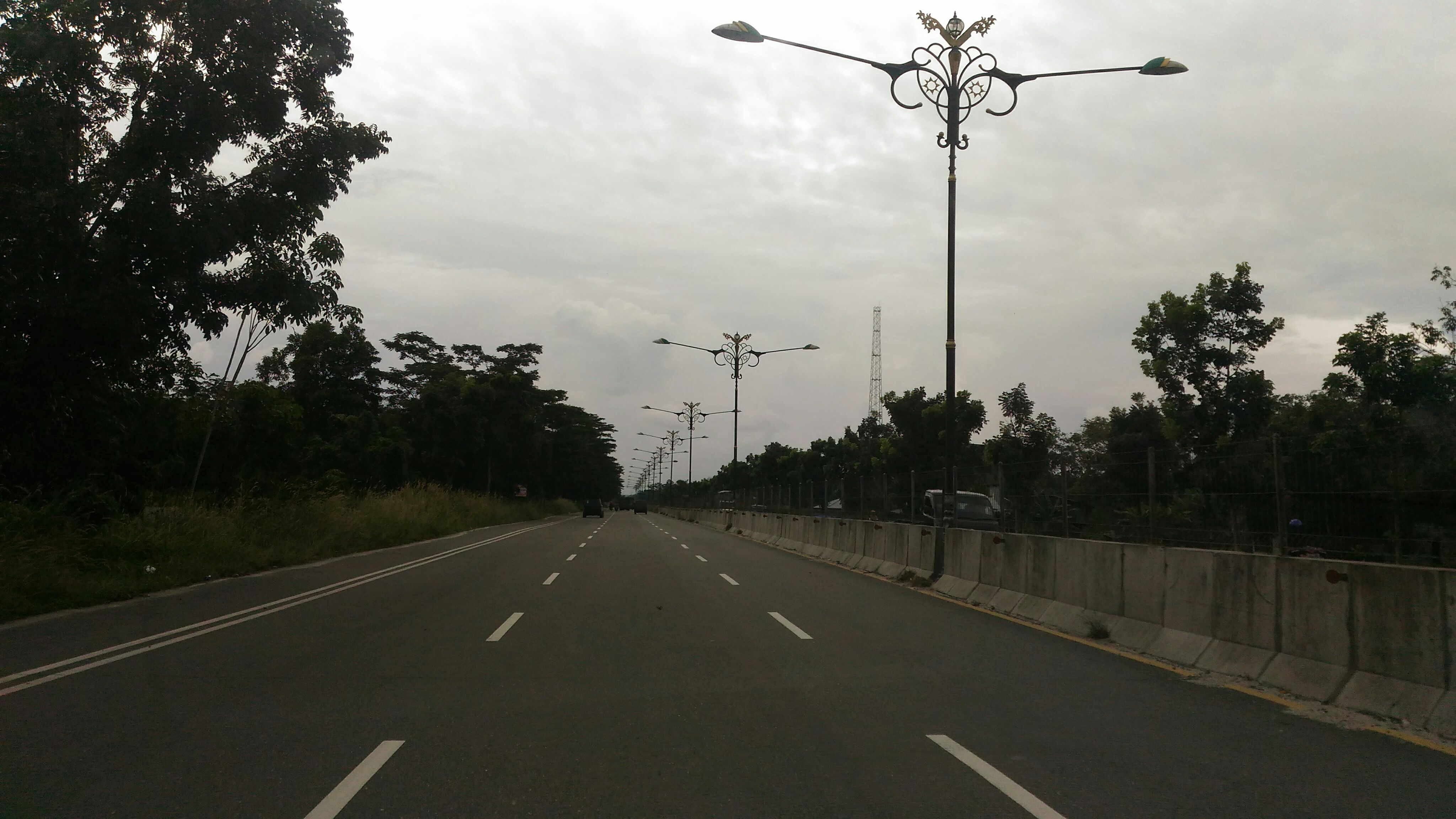
La route Pekanbaru - Bangkinang

Le kabupaten de Kampar couvre une superficie de 10 983,47 km2. Il est situé entre 1° 00′ 40″ de latitude nord et 0° 27′ 00″ de latitude sud et 100° 28′ 30″- 101° 14′ 30″ de longitude est. Kampar est bordé par : au nord Rokan Hulu et Bengkalis, au sud par Kuantan Singingi et la province de Sumatra occidental, à l'est par Pekanbaru, Siak et Pelalawan. Le kabupaten est traversé par deux fleuves principaux et plusieurs petites rivières, dont le fleuve Kampar (413,5 km de long, profondeur moyenne de 7,7 m, largeur moyenne de 143 mètres). Le fleuve est entièrement situé dans le kabupaten, qui comprend les districts XIII de Koto Kampar, Bangkinang, Bangkinang Ouest, Kampar, Siak Hulu et Kampar Kiri. Puis la rivière Siak en amont sur une longueur de ±90 km avec une profondeur moyenne de 8 à 12 m à travers les districts de Tapung. Les principales rivières situées dans la régence de Kampar fonctionnent encore en partie comme moyen de transport, sources d’eau propre, fermes piscicoles, ainsi que source d’énergie électrique (centrale hydroélectrique de Koto Panjang). District de Kampar, climat généralement tropical, la température minimale a été atteinte en novembre et décembre pour un montant de 21 °C. La température maximale se produit en juillet avec une température de 35 °C. Nombre de jours de pluie en 2009, la grande majorité se situant autour de Bangkinang Seberang et de Kampar Kiri.

## Gouvernement
Kampar était à l'origine située dans la province de Sumatra central, créée en 1956 avec comme capitale Bangkinang. Le kabupaten a ensuite été transféré dans la province de Riau en vertu de la loi n ° 19 de 1957 sur l'état d'urgence, transfert confirmé par la loi n ° 61 de 1958. Par la suite, pour le développement de la ville de Pekanbaru, le gouvernement local de Kampar a accepté de céder une partie de son territoire aux fins de l’agrandissement de la ville de Pekanbaru, ce qui a ensuite été confirmé par le règlement n o 19 de 1987 du gouvernement indonésien.
Conformément au décret du gouverneur de la province de Riau. Numéro: KPTS. 318VII1987 daté du 17 juillet 1987, le district de Kampar comprend 19 districts et deux vice-régents. Le vice-régent de la région I est basé à Pasir Pangarayan et le vice-régent de la région II à Pangkalan Kerinci. Régent assistant de région, je coordonne les districts de Rambah, Tandun, Rokan IV Koto, Kunto Darussalam, Fullness et Tambusai. Le Régent Adjoint coordonne le District de la Région II Langgam, les Kuras de Pangkalan, Bunut et Kuala Kampar. Bien que les autres districts ne soient pas inclus dans la région des domestiques, les régions régentes I et II relèvent directement du coordonnateur de district. La régence de Kampar est actuellement dirigée par son gouverneur Jeffery H. Noer et son suppléant H. Ibrahim Ali SH, mandaté par la Commission plénière des élections (KPU) Kampar pour un mandat de 2011 à 2016.

## Districts
La régence de Kampar est divisée en 20 districts (kecamatan), à la suite de la réorganisation des 12 districts précédents. Les vingt districts (avec leurs centres administratifs) sont résumés ci-dessous avec leurs populations du Recensement de 2010:

## Démographie

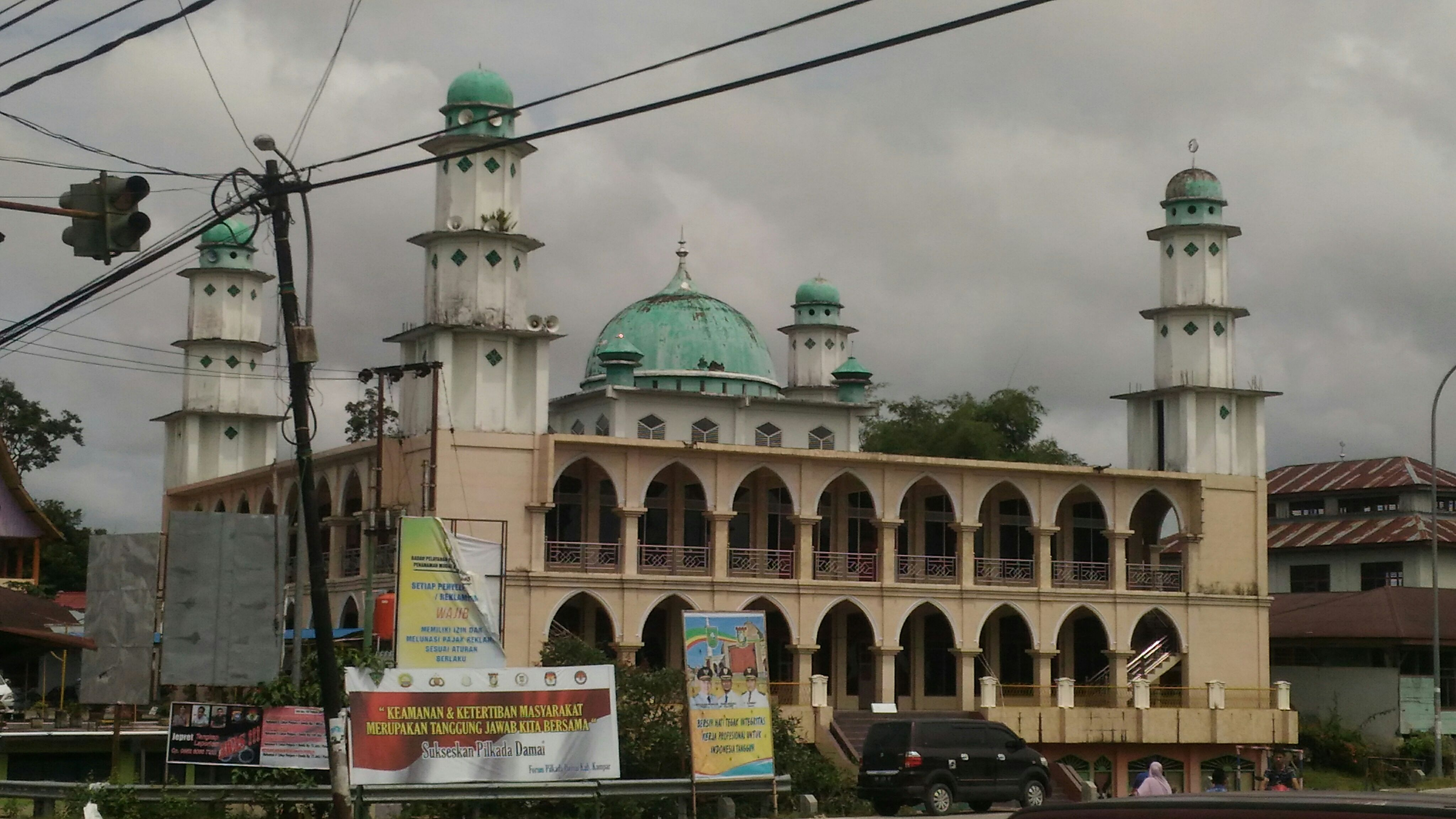
Kampar est le kabupaten le plus islamique de la province de Riau

La population totale de la régence de Kampar en 2010 a enregistré 688 204 personnes, soit la population masculine et les âmes féminines de 354 836 et 333 368 habitants. Le sex-ratio (rapport entre la population masculine et la population féminine) est de 109. La population de Kampar est composée de Minangkabau qui s’appellent souvent Ughang Ocu et qui s’étendent sur presque toute la région de Kampar avec Tribal Domo, Malay, Piliong / Piliang, Mandailiong, Putopang, Caniago, Kampai, Bendang, etc. En histoire, l'ethnie, les coutumes et leur culture sont très proches de la société Minangkabau. Particulièrement avec la région de Limopuluah Luhak. Cela s’explique par le fait que la nouvelle région de Kampar, à l’exception de Minang, remonte à la période coloniale japonaise de 1942. Selon son H.Takahashi au Japon et en Asie orientale, en 1953, le gouvernement militaire Kaigun Kampar à Sumatra s’intègre dans la région de Shio Riau dans le cadre d’une stratégie de défense du territoire militaire sur la côte est de Sumatra. En outre, il y a aussi peu de Malais de souche qui vivent généralement dans les zones frontalières situées à l'est entre Siak et Pelalawan. Suivi par la majorité javanaise installée à Kampar depuis la période coloniale et l’indépendance par le biais de programmes de transmigration dispersés dans des centres dispersés. De même, la population ethnique batak se trouve en assez grande quantité pour travailler comme ouvrière dans le secteur des plantations et d’autres services. Outre le nombre important de migrants d'autres tribus de Sumatra Ouest, Minangkabau, qui gagnaient leur vie en tant que commerçants et hommes d'affaires. Le district de Kampar le plus densément peuplé est de 333 habitants par km2, suivi du district de Kampar Nord de 226 habitants par km2. En outre, cinq districts relativement densément peuplés situés dans les districts de Rumbio Jaya, Bangkinang, Bangkinang Ouest, arrêt King et East Kampar, dépassant 216 habitants par km2, 191 habitants par km2, 158 habitants par km2, 154 et 131 habitants par km2, alors que deux districts relativement peu peuplés sont Kampar Kiri Hulu avec une densité de 9 habitants par km2 et Kampar Kiri Hilir avec 13 habitants par km2.
La régence de Kampar compte une majorité de résidents musulmans, avec des minorités de protestants, catholiques, bouddhistes et hindous. L'islam représente près de 90 % du nombre total d'adhérents religieux dans toute la régence. Les religions chrétiennes subséquentes sont la deuxième plus grande, avec 8,6 %. Les musulmans étaient les plus élevés de Sub Siak Hulu, avec 63 511 personnes. Bien qu'en général tout le district de Kampar soit à majorité musulmane. Jami Air Tiris, dont l'une des plus anciennes mosquées de la régence de Kampar

## Économie
La régence de Kampar a encore beaucoup de potentiel à exploiter, en particulier dans l’agriculture et l’aquaculture. La majorité de la population (67,22 %) travaille dans l'agriculture, les plantations et la foresterie. Seule une petite fraction (12: 22 %) travaillait dans les secteurs de l'électricité, du gaz et de l'eau, ainsi que dans les administrations publiques. En tant que l’un des plus vastes territoires de la province de Riau, Kampar continue d’améliorer ses installations et infrastructures, telles que le réseau routier (1 856,56 km), électricité (72,082 kWh) avec 5 unités de centrale diesel Centrale hydroélectrique (HEPP) de longueur Koto produisant de l’énergie d’une capacité de 114,240 kWh connectée. Les autres installations comprennent également des services de télécommunications (ligne fixe, téléphone mobile et Internet) et un réseau de distribution d’eau d’une capacité de production de 1 532 284 m3. Agriculture Agriculture telle que l'huile de palme et le caoutchouc, une plante qui convient parfaitement aux terres de la régence de Kampar. Plantations Plantations spéciales pour les plantations d'huile de palme Le district de Kampar a actuellement une superficie de 241 500 hectares avec un potentiel de production d'huile de palme brute pouvant atteindre 966 000 tonnes. Pêche Dans le domaine de l'aquaculture développé dans des cages (étang à poissons en forme de radeau) le long de la rivière Kampar, le nombre de cages était parfaitement aligné le long de la rivière kampardan grâce à la coopération entre le gouvernement de Kampar PT. Benecom avec un investissement total de Rp. 30 milliards d’entre eux deviendront à l’avenir un poisson-chat du centre de Kampar avec une production de 220 tonnes par jour.

## Tourisme et culture

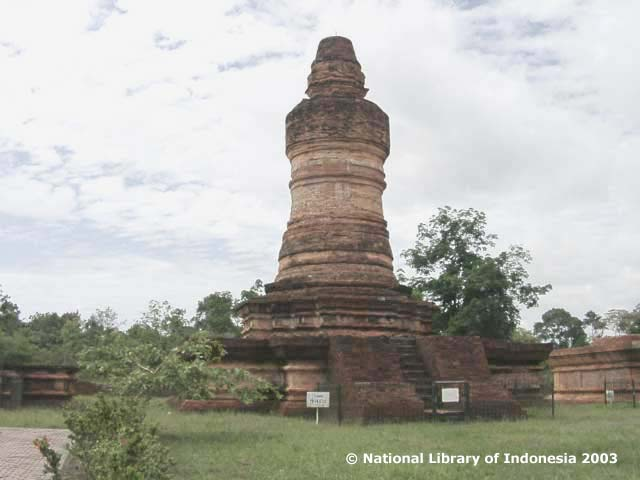
Le temple Muara Takus

La Régence de Kampar a une superficie estimée de sites archéologiques qui ont été trouvés pendant la Srivijaya, à savoir Muara Takus. Cette région, en plus d’être une zone de patrimoine culturel, est également une destination touristique religieuse pour les bouddhistes. En outre, la communauté musulmane de Kampar conserve encore la tradition Balimau Bakasai, à savoir le bain de douche dans la rivière Kampar, en particulier le mois de Ramadan.
Il existe aussi la tradition qui est la tradition . Les poissons Ma'awuo pêchent le poisson ensemble (interdiction de la pêche) une fois par an, en particulier dans la région du lac Bokuok (district de Mine) et de la rivière Subayang dans le village de Domo (Kampar Kiri Hulu). La culture Kampar ne peut pas être séparée de l'influence de Minangkabau, qui est identique au titre Limo Koto Kampar et faisait autrefois partie de Pagaruyung. Limo Koto se compose de Kuok, Salo, Bangkinang, Air Tiris et Rumbio. De nombreuses tribus sont encore préservées à ce jour, notamment des modèles de parenté des lignées maternelles (matrilinéaires). Le concept de coutume et de tradition ainsi que le concept de tribu Minang, en particulier à Luhak Limopuluah.

### Langue et musique
Société Kampar familièrement semblable à la langue Minangkabau, ou la variante de langue dite Ocu qui est similaire à la langue utilisée dans Luhak Limopuluah. La langue utilisée est une variante de l'accent différent langue minangkabau parlée par les habitants de Luhak Agam, Tanah Datar Luhak Minangkabau et d'autres régions côtières. En outre, Limo Koto Kampar possède également une sorte d'instrument de musique traditionnel appelé Calempong et Oguong.